# Clovia deplanata
Clovia deplanata är en insektsart som beskrevs av Victor Lallemand 1924. Clovia deplanata ingår i släktet Clovia och familjen spottstritar. Inga underarter finns listade i Catalogue of Life.